# Teariki Heather
Pour les articles homonymes, voir Heather.
Teariki William Heather est un homme politique des îles Cook né le 30 juillet 1959 sur l'île de Rarotonga.

## Formation
Il fait ses études à Arorangi Primary school, puis au Tereora College jusqu'à la 5th form (équivalent de la classe de troisième française).

## Vie professionnelle
Il dirige l'affaire familiale T&M Heather Ltd

## Carrière politique
Il est élu pour la première fois à la députation lors des élections générales 2004, puis lors des élections anticipées de 2006 dans la circonscription d'Akaoa sous l'étiquette du Cook Islands Party.

## Vie personnelle
Teariki Heather est marié à Tarome.